# Constitución de Japón
La Constitución de Japón (Shinjitaito: 日本国憲法 Kyūjitai: 日本國憲法 'Nihon-Koku Kenpō'?) es el documento legal reestructurador del Estado japonés, tras la rendición militar y el desmantelamiento de su imperio colonial en la Segunda Guerra Mundial en 1945. 
La constitución proporciona un sistema parlamentario de gobierno y garantías de ciertos derechos fundamentales. En este marco, el Emperador de Japón es "el símbolo del Estado y de la unidad de la nación", y tiene un rol puramente ceremonial, sin tener ninguna soberanía. A diferencia de otros monarcas, no es el jefe de Estado, aunque reciba el tratamiento como si lo fuese. 
La constitución, también denominada la Constitución de la Paz (平和憲法, Heiwa-Kenpō) o la Constitución Posguerra (戦後憲法, Sengo-Kenpō), es famosa por la renuncia del derecho a la guerra que figura en el artículo 9 y, en menor medida, por la disposición de jure de la soberanía popular en relación con la monarquía.
La constitución fue redactada por un equipo de unos veinte estadounidenses durante la ocupación aliada que siguió a la Segunda Guerra Mundial, en una misión que se mantuvo en secreto hasta los años 1970.  Se pretendía que reemplazase el sistema de la monarquía absoluta militarista por una forma de democracia liberal. Actualmente, es un documento rígido y no se ha hecho ninguna enmienda desde su adopción.
Los japoneses pasaron de la era de los “súbditos” (o soberanía imperial) a la de los “ciudadanos” (o soberanía popular). Pese a que mantiene la vigencia del “tennoísmo” (emperador e institución imperial como dispositivo central), la Constitución es heredera de la Declaración de los Derechos del Hombre y del Ciudadano de 1789, en su afán por “defender los derechos naturales y civiles, sagrados e imprescriptibles”.
Fue promulgada el 3 de noviembre de 1946 y entró en vigor el 3 de mayo de 1947.

## Principales disposiciones

### Estructura
La Constitución tiene una longitud de aproximadamente 5000 palabras. Consiste en un preámbulo y 103 artículos agrupados en once capítulos, que son los siguientes:
- I. El Emperador (1–8)
- II. Renuncia a la Guerra (9)
- III. Derechos y deberes del Pueblo (10–40)
- IV. La Dieta (41–64)
- V. El Gabinete (65–75)
- VI. El Poder Judicial (76–82)
- VII. Finanzas (83–91)
- VIII. Autonomías locales (92–95)
- IX. Enmiendas (96)
- X. Ley Suprema (97–99)
- XI. Disposiciones adicionales (100–103)

### Principios fundadores
La Constitución contiene una firme declaración del principio de soberanía popular en el preámbulo. Esta es proclamada en nombre del "pueblo japonés" y declara que "el poder soberano reside en el pueblo" y 
"El Gobierno es un mandato sagrado del pueblo, de quien deriva su autoridad; sus poderes son ejercidos por los representantes del pueblo y sus beneficios son prerrogativa del pueblo."
Parte del propósito de este lenguaje es para refutar la anterior teoría constitucional, según la cual la soberanía residía en el Emperador. La Constitución afirma que el Emperador es meramente un símbolo y que deriva "su posición de la voluntad del pueblo en quien reside el poder soberano" (artículo 1). El texto de la Constitución también afirma la doctrina liberal de los derechos humanos fundamentales. En particular, su artículo 97 establece que
"Los derechos humanos fundamentales garantizados por esta Constitución al pueblo de Japón son el fruto de la antigua lucha del hombre por la libertad; han sobrevivido a numerosas pruebas severas a través del tiempo, y se confían a esta y a las futuras generaciones para que las custodien y se mantenga siempre inviolable."

### Órganos de gobierno
Artículo principal: Gobierno de Japón

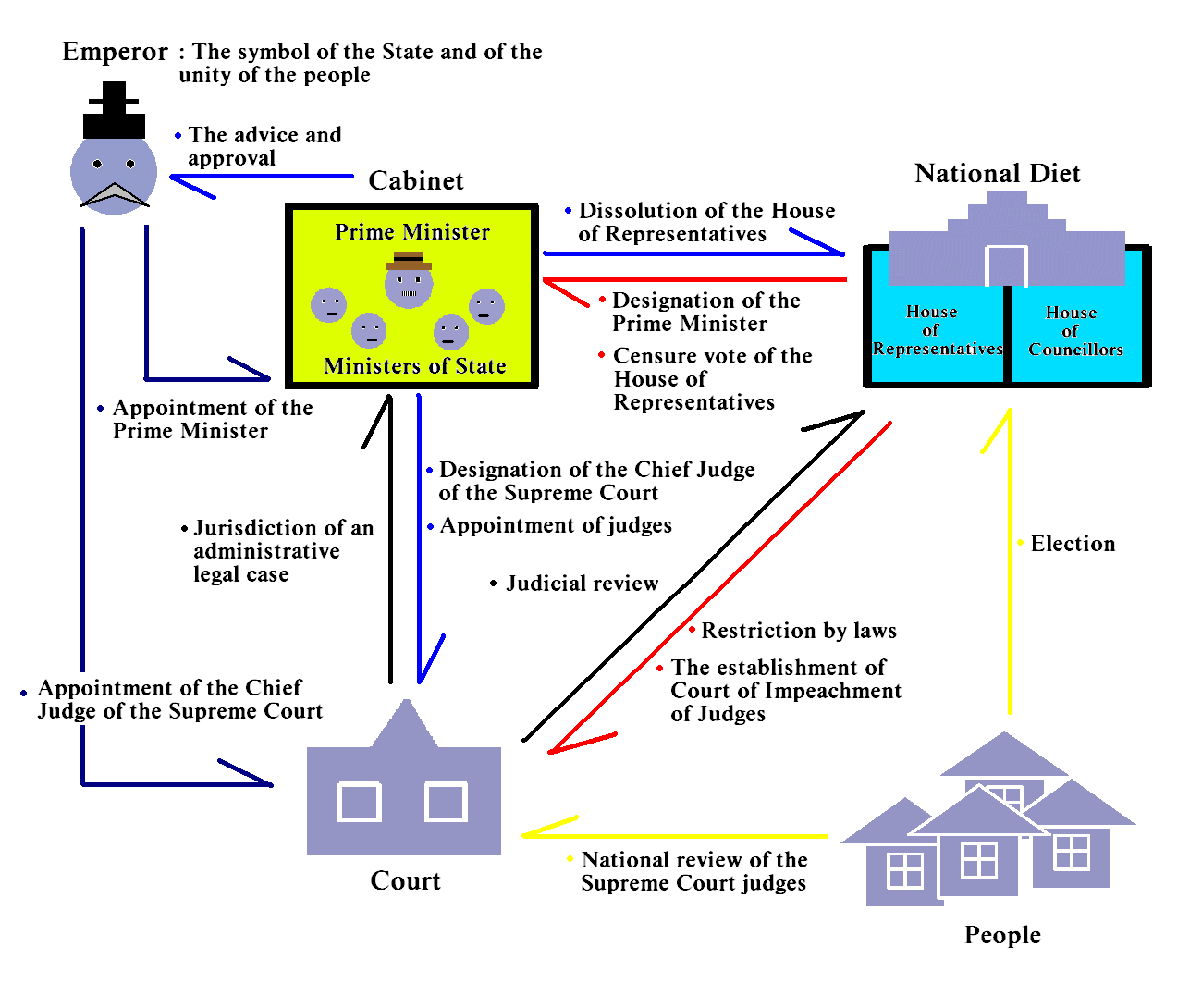
Política bajo la Constitución de Japón.

La Constitución establece un sistema parlamentario de gobierno. El Emperador lleva a cabo la mayor parte de las funciones de un jefe de Estado, pero su papel es meramente ceremonial y, a diferencia de las formas de monarquía constitucional en otras naciones, él no posee poderes discrecionales. El poder legislativo reside en una Dieta Nacional de conformación bicameral y, mientras que previamente la cámara alta denominada Cámara de los Pares estaba compuesta por miembros de la nobleza, la nueva constitución provee que ambas cámaras sean elegidas directamente. 
El poder ejecutivo es ejercido por un primer ministro y por el gabinete responsable ante la legislatura.
El poder judicial es ejercido por la Corte Suprema de Justicia de Japón.

### Derechos individuales
"Los derechos y deberes del pueblo" son una figura prominente en la constitución de la posguerra. En total, treinta y uno de sus 103 artículos están dedicados a describir en gran detalle, lo que refleja el compromiso de "respeto a los derechos humanos fundamentales" de la Declaración de Potsdam. Aunque la Constitución Meiji tenía una sección dedicada a los "derechos y deberes de los súbditos", que garantizaba "la libertad de expresión, escritura, publicaciones, reuniones públicas, y asociaciones", estos derechos fueron concedidos "dentro de los límites de la ley". Así, la libertad de creencia religiosa fue permitida "en la medida en que no interfiera con los deberes de los súbditos" (todos los japoneses estaban obligados a reconocer la divinidad del Emperador, y los que se negaron a hacerlo por sus convicciones religiosas, como cristianos, fueron acusados de lesa majestad). Estas libertades se delinean en la Constitución de la posguerra sin cualificación.
- Libertad: La Constitución afirma el derecho del pueblo "a ser respetados como individuos" y sujetos al "bienestar público", a "la vida, la libertad y la búsqueda de la felicidad" (Artículo 13).
- Igualdad: La Constitución garantiza la igualdad ante la ley y prohíbe la discriminación basada en las "relaciones políticas, económica o sociales" o por "raza, credo, sexo, condición social u origen familiar" (artículo 14). El derecho de voto no puede ser denegado por motivos de "raza, credo, sexo, condición social, origen familiar, educación, bienes o ingresos" (artículo 44). La igualdad entre los sexos, introducida en la Constitución por la única mujer que participó en su redacción, Beate Sirota Gordon,[2] está garantizada explícitamente en relación con el matrimonio (artículo 24) y la educación infantil (artículo 26).
- Prohibición de la nobleza: El artículo 14 prohíbe al Estado reconocer a la nobleza. Pueden ser conferidas distinciones, pero estas no debe ser hereditarias o conceder privilegios especiales.
- Elecciones democráticas: El artículo 15 establece que "el pueblo tiene el derecho inalienable de elegir a sus funcionarios públicos y de despedirlos". Garantiza el sufragio universal de los adultos (en Japón, las personas mayores de 20 años de edad) y el voto secreto.
- Prohibición de la esclavitud: Garantizada por el artículo 18. La servidumbre involuntaria solo se permite como castigo por un crimen.
- Libertad de culto: Si bien no se menciona una religión oficial, se prohíbe al Estado otorgar privilegios o autoridad política a alguna religión o la realización de la educación religiosa (artículo 20).
- Libertad de asociación, reunión, expresión y de secreto de las comunicaciones: Todas garantizadas sin reserva por el artículo 21 que prohíbe la censura.
- Derechos laborales: El trabajo es declarado tanto un derecho como una obligación por el artículo 27, que también afirma que "las normas de los salarios, horas de descanso y demás condiciones laborales deben ser fijados por ley" y que los niños no serán explotados. Los trabajadores tienen derecho a participar en un sindicato (artículo 28).
- Derecho a la propiedad: Garantizado sujeto al "bienestar público". El Estado puede tomar la propiedad para uso público si se paga una justa indemnización (artículo 29). El Estado también tiene el derecho a recaudar impuestos (artículo 30).
- Derecho a un debido proceso: El artículo 31 dispone que nadie puede ser castigado, "salvo de conformidad con el procedimiento establecido por ley".
- Protección contra la detención ilegal: El artículo 33 establece que nadie puede ser detenido sin una orden de detención, salvo en caso de que sean capturados en delito flagrante. El artículo 34 garantiza el habeas corpus, el derecho a un abogado y el derecho a ser informado de los cargos. El artículo 40 consagra el derecho a demandar al Estado por detención ilegal.
- Derecho a un juicio justo: El artículo 37 garantiza el derecho a un juicio público ante un tribunal imparcial con un abogado para la defensa y el acceso obligado a los testigos.
- Protección contra la autoincriminación: El artículo 38 dispone que nadie podrá ser obligado a declarar contra sí mismo, que las confesiones obtenidas bajo coacción no son admisibles y que nadie puede ser condenado únicamente sobre la base de su propia confesión.

- Otras garantías: 
  - Derecho a demandar al Gobierno  (Artículo 16)
  - Derecho a demandar al Estado (Artículo 17)
  - Libertad de pensamiento y consciencia (Artículo 19)
  - Libertad de culto (Artículo 20)
  - Libertad académica (Artículo 23)
  - Prohibición del matrimonio forzado (Artículo 24)
  - Derecho a la educación (Artículo 26)
  - Derecho de acceso a las cortes (Artículo 32)
  - Protección contra las entradas, registros e incautaciones  (artículo 35)
  - Prohibición de la tortura y castigos crueles (Artículo 36)
  - Prohibición de leyes ex post facto (Artículo 39)
  - Derecho de non bis in idem (Artículo 39)